# Reverence (Parkway-Drive-Album)
Reverence (englisch für „Ehrerbietung“) ist das sechste Studioalbum der australischen Metalcore-Band Parkway Drive. Das Album wurde am 4. Mai 2018 über Epitaph Records veröffentlicht und erreichte Platz eins der australischen Albumcharts. Bei den ARIA Awards 2018 wurde Reverence in der Kategorie Best Hard Rock/Heavy Metal Album ausgezeichnet.

## Entstehung
Für das neue Album haben sich die Musiker das Ziel gesetzt, etwas zu kreieren, das einerseits nach Parkway Drive klingen sollte, andererseits aber nicht wie etwas, was die Band zuvor bereits gemacht hat. Laut Sänger Winston McCall habe sich die Band an einem Punkt befunden, an dem es wie eine „billige Imitation“ geklungen hätte, wenn sich die Musiker zu stark an den alten Alben orientiert hätte. Reverence sei eine Fortführung des Vorgängeralbums Ire, bei dem die Band den Anspruch hatte, etwas komplett Neues zu erschaffen. Darüber hinaus erweiterte McCall seinen Gesangsstil um Growls, Raps und Klargesang. Bereits vor dem Album Ire hat McCall Gesangsunterricht genommen und hat diesen in der Vorbereitung zu Reverence weiter ausgebaut.
Aufgenommen wurde Reverence in den kanadischen Tonstudios The Warehouse Studio in Vancouver und All Buttons In in Ottawa. Produziert wurde das Album von George Hadji-Christou, der bereits den Vorgänger Ire betreute. Gemischt wurde Reverence von Josh Wilbur, während Ted Jensen das Mastering übernahm. Als Gastmusiker sind Chady Awad für den Hintergrundgesang, Greg Weeks am Cello und Yolanda Bruno an der Violine zu hören.

## Veröffentlichung

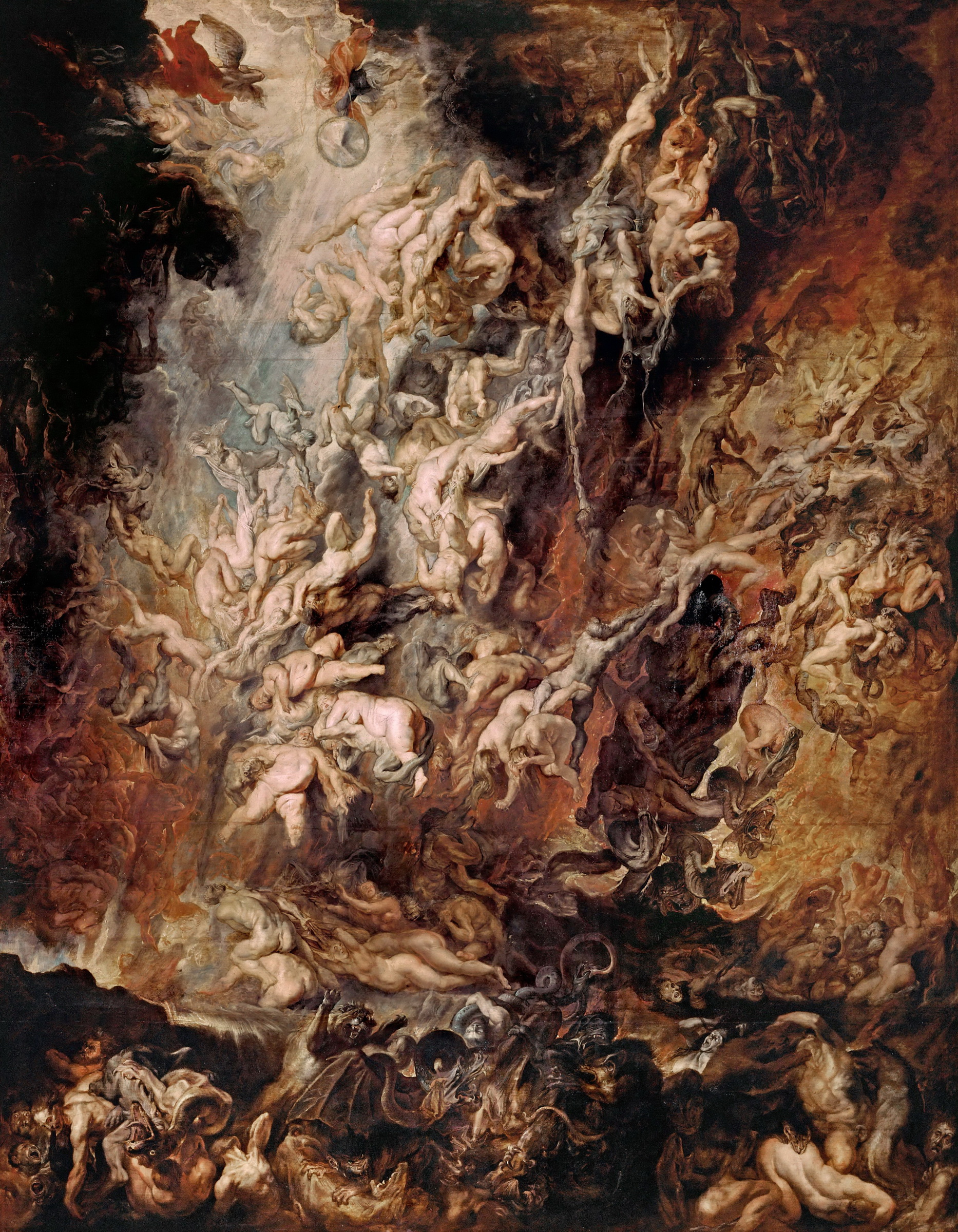
Das Gemälde Der Höllensturz der Verdammten

Das Albumcover ist ein Teil des Gemäldes Der Höllensturz der Verdammten von Peter Paul Rubens. Winston McCall entdeckte das Bild während einer Deutschland-Tournee in der Alten Pinakothek in München. Auf dem Bild werden zahlreiche Menschen dargestellt, die von Dämonen in die Tiefe gerissen werden. Laut Winston McCall würde das Gemälde an sich, dessen Titel und das Album einfach zusammenfassen. Das Albumcover hätte dieses Mal unbedingt stimmen müssen. Darüber hinaus verbindet McCall das Gemälde mit den Moshpits bei Konzerten und Festivals. Der Unterschied wäre, dass die Menschen auf dem Gemälde entsetzt aussehen, während die Menschen im Moshpit immer noch lächeln würden.
Als Single wurde am 27. Februar 2018 das Lied Wishing Wells veröffentlicht.

## Hintergrund
Laut Winston McCall beschäftigt sich das Album mit persönlichen Dingen und tragischen Ereignissen, die sein Leben und das der anderen Bandmitglieder in den letzten Jahren bestimmt haben. Familienmitglieder und Freunde wären an Krebs erkrankt und sind verstorben. Beispielsweise erlag die Ehefrau eines nicht näher genannten Bandmitgliedes und der Architects-Gitarrist Tom Searle einem Krebsleiden. Der Albumtitel bezieht sich auf das Gefühl, dass selbst kleine unbedeutende Dinge den Verstorbenen die Welt bedeutet hätten.

„Es gibt so vieles, das wir einfach an uns vorbeiziehen lassen, einfach weil wir uns sicher sind, dass es immer ein Morgen geben wird. Und für manche Leute ist das halt nicht so, weshalb man es wertschätzen sollte. Diese Sicht auf die Dinge spiegelt sich dann wiederum in der Musik wider. In der Idee, lieber etwas Neues zu machen, als etwas, das wir vorher schon hatten.“

In dem ersten Lied Wishing Wells geht es um Verlust, Wut und Trauer. Winston McCall schreibt davon, wie er Gott und den Teufel umbringt, den Himmel verbrennt und die Hölle flutet. Im Intro hört man Krähenrufe. Absolute Power behandelt politische Themen mit Korruption und Polizeigewalt, die im gesellschaftlichen Wertesystem keinen Platz haben. Prey handelt von einflussreichen Menschen, die ihr Geld damit verdienen, dass sie normale Menschen denken lassen, dass ihnen etwas in ihrem Leben fehlt. Dadurch werden diese Menschen zur „Beute“. Den Text zu Cemetery Bloom schrieb Winston McCall über seine Ehefrau, die er als „starke Frau“ bezeichnet. Es geht darum, dass viele Menschen Angst vor starken Frauen haben.
Der Text von I Hope You Rot schrieb Winston McCall, als in Australien eine Untersuchung über den sexuellen Missbrauch in der römisch-katholischen Kirche lief. McCall kritisiert, dass eine „menschliche Organisation, die eine moralische Autorität repräsentiert und diese Autorität missbraucht, um sich an Menschen des Planeten in pervertierter Art und Weise zu vergehen“. In Blood ist laut Winston McCall ein Beleg dafür, dass die Band in der Lage war, zu überleben. Chronos handelt von dem Thema Zeit und wurde nach Chronos benannt, der in der griechischen Mythologie die Zeit personifiziert. In dem abschließenden Lied The Colour of Leaving geht es darum, Lebewohl zu sagen. Winston McCall schrieb den Text wenige Stunden, nachdem er an der Beerdigung eines Freundes teilnahm. Das Lied endet mit den Krähenrufen, die schon beim Intro von Wishing Wells zu hören waren.

## Rezeption

### Rezensionen
James Christopher Monger von AllMusic schrieb, dass wenn Ire der Sound von Parkway Drive wäre, während die Band sich „einen Tunnel aus der Metalcore-Gefängniszelle gräbt“, dann wäre Reverence die „große Flucht“. Die Band hätte die dünne Linie zwischen Prunk und Zielsetzung gefunden und ihr essenziellestes Werk geliefert, das sowohl erschütternd als auch elektrisierend ist. Sebastian Kessler vom deutschen Magazin Metal Hammer schrieb, dass Parkway Drive auf Reverence ein „unaufhaltsames Hit-Feuerwerk zünden, das Genre-Grenzen sprengt und neu definieren könnte, was im angestaubten, limitierten Metalcore alles möglich ist“. Die Band würde „ihren Status als Metalcore-Hit-Maschine untermauern“ und „ihren Weg an die Spitze unbeirrt fortsetzen“, wofür Kessler sechs von sieben Punkte vergab. Reverence wurde darüber hinaus noch zum „Album des Monats“ gewählt. Tobias Kreutzer vom Onlinemagazin metal.de hingegen urteilte über das Album, abgesehen von Wishing Wells, als „ein bisweilen konfuses Potpourri aus Heavy- und Power-Metal-Songs mit angerauten Vocals, Nu Metal und der großen, düsteren Spoken-Words-Geste“, wofür er sechs von zehn Punkten vergab.

### Chartplatzierungen
| ChartsChartplatzierungen       | Höchstplatzierung | Wochen |
| ------------------------------ | ----------------- | ------ |
| Australien (ARIA)              | 1 (8 Wo.)         | 8      |
| Deutschland (GfK)              | 3 (11 Wo.)        | 11     |
| Österreich (Ö3)                | 6 (8 Wo.)         | 8      |
| Schweiz (IFPI)                 | 3 (6 Wo.)         | 6      |
| Vereinigtes Königreich (OCC)   | 14 (1 Wo.)        | 1      |
| Vereinigte Staaten (Billboard) | 35 (1 Wo.)        | 1      |

### Auszeichnungen für Musikverkäufe
Anmerkung: Auszeichnungen in Ländern aus den Charttabellen bzw. Chartboxen sind in ebendiesen zu finden.
| Land/RegionAuszeichnungen für Musikverkäufe (Land/Region, Auszeichnungen, Verkäufe, Quellen) | Gold  | Platin | Verkäufe | Quellen     |
| -------------------------------------------------------------------------------------------- | ----- | ------ | -------- | ----------- |
| Australien (ARIA)                                                                            | Gold1 | —      | 35.000   | aria.com.au |
| Insgesamt                                                                                    | Gold1 | —      |          |             |